# Aristida bipartita
Aristida bipartita är en gräsart som först beskrevs av Christian Gottfried Daniel Nees von Esenbeck, och fick sitt nu gällande namn av Carl Bernhard von Trinius och Franz Josef Ivanovich Ruprecht. Aristida bipartita ingår i släktet Aristida och familjen gräs. Inga underarter finns listade i Catalogue of Life.